# Johann von Bardewik
Johann von Bardewik (* vor 1225; † 1290) war ein deutscher Politiker und Bürgermeister der Hansestadt Lübeck.

## Leben
Die Familie von Bardewik ist seit 1188 im Lübecker Rat nachgewiesen und könnte in der Phase der deutschen Stadtgründung aus Bardowick zugewandert sein. Als Lübecker Ratsherr vertrat er die Stadt 1250 bei König Håkon IV. von Norwegen. Mit diesem siegelte er als Ratssendbote (Gesandter) der Stadt am 6. Oktober 1250 zusammen den Handelsvertrag zwischen Norwegen und Lübeck, wobei Håkons Sohn und Mitregent Håkon Håkonsson unge als erster in der Zeugenliste erwähnt wird. Johann von Bardewik wird in der Zeit zwischen 1263 und 1290 mehrfach als Lübecker Bürgermeister erwähnt. Er bewohnte in Lübeck das Haus Breite Straße 93.
Johann von Bardewik war der Vater des Lübecker Ratssyndicus Willekin von Bardewik.